# Andezin
Andezin je mineral silikat, član je izomorfne serije plagioklasa, samim time pripada skupini feldspata. Andezin ima kemijsku formulu (Na,Ca)Al(Si,Al)3O8, i kristalizira triklinično.

## Vanjske poveznice
- Webmineral - Andesine (engl.)
- MinDat - Andesine (engl.)